# Noruega nos Jogos Olímpicos de Inverno de 2002
A Noruega participou dos Jogos Olímpicos de Inverno de 2002 em Salt Lake City, nos Estados Unidos. O país estreou nos Jogos em 1924 e em Salt Lake City fez sua 19ª apresentação. Conquistaram 25 medalhas, 13 de ouro, 5 de prata e 7 de bronze, terminando os jogos na primeira posição do quadro.

## Medalhas
| Atleta                                                                         | Esporte                 | Evento                          | Medalha |
| ------------------------------------------------------------------------------ | ----------------------- | ------------------------------- | ------- |
| Kjetil André Aamodt                                                            | Esqui alpino            | Combinado masculino             | Ouro    |
| Kjetil André Aamodt                                                            | Esqui alpino            | Super-G masculino               | Ouro    |
| Ole Einar Bjørndalen                                                           | Biatlo                  | 10km masculino                  | Ouro    |
| Ole Einar Bjørndalen                                                           | Biatlo                  | 12,5km perseguição masculino    | Ouro    |
| Ole Einar Bjørndalen                                                           | Biatlo                  | 20km masculino                  | Ouro    |
| Frode Andresen Ole Einar Bjørndalen Egil Gjelland Halvard Hanevold             | Biatlo                  | Revezamento 4x7,5km masculino   | Ouro    |
| Frode Estil                                                                    | Esqui cross-country     | 10km perseguição masculino      | Ouro    |
| Thomas Alsgaard                                                                | Esqui cross-country     | 10km perseguição masculino      | Ouro    |
| Bente Skari                                                                    | Esqui cross-country     | 10km feminino                   | Ouro    |
| Thomas Alsgaard Anders Aukland Frode Estil Kristen Skjeldal                    | Esqui cross-country     | Revezamento 4x10km masculino    | Ouro    |
| Tor Arne Hetland                                                               | Esqui cross-country     | Sprint 1,5km masculino          | Ouro    |
| Torger Nergård Bent Ånund Ramsfjell Flemming Davanger Lars Vågberg Pål Trulsen | Curling                 | Masculino                       | Ouro    |
| Kari Traa                                                                      | Esqui estilo livre      | Moguls masculino                | Ouro    |
| Lasse Kjus                                                                     | Esqui alpino            | Downhill masculino              | Prata   |
| Liv Grete Poiree                                                               | Biatlo                  | 15km feminino                   | Prata   |
| Gunn Margit Andreassen Liv Grete Poiree Ann Elen Skjelbreid Linda Tjørhom      | Biatlo                  | Revezamento 4x7,5km feminino    | Prata   |
| Frode Estil                                                                    | Esqui cross-country     | 15km masculino                  | Prata   |
| Marit Bjørgen Bente Skari Hilde Gjermundshaug Pedersen Anita Moen              | Esqui cross-country     | Revezamento 4x5km feminino      | Prata   |
| Lasse Kjus                                                                     | Esqui alpino            | Slalom gigante masculino        | Bronze  |
| Kristen Skjeldal                                                               | Esqui cross-country     | 30km largada coletiva masculino | Bronze  |
| Bente Skari                                                                    | Esqui cross-country     | 30km feminino                   | Bronze  |
| Odd-Bjørn Hjelmeset                                                            | Esqui cross-country     | 50km masculino                  | Bronze  |
| Anita Moen                                                                     | Esqui cross-country     | Sprint 1,5km feminino           | Bronze  |
| Lasse Sætre                                                                    | Patinação de velocidade | 10000m masculino                | Bronze  |
| Ådne Søndrål                                                                   | Patinação de velocidade | 1500m masculino                 | Bronze  |